# Панеа (вилла)
Панеа — вилла постройки начала XX века в стиле неоклассицизма, в посёлке Симеиз в Крыму, расположенная по адресу ул. Советская, 39 а, возведённая в 1905—1907 году, построенная владельцем Сабашниковым С. И. по собственному проекту. В последние десятилетия — один из корпусов детского противотуберкулёзного санатория «Юность».

## Дача Сабашниковой
Потомственная гражданка Екатерина Николаевна Сабашникова приобрела в 1904 году у владельца Нового Симеиза И. С. Мальцова дачный участок № 7, расположенный у скалы Панеа, площадью 889 квадратных саженей. Он состоял из двух частей: верхней, где была возведена дача, площадью 380 квадратных саженей, и нижней, на берегу моря (509 квадратных саженей). Здание на участке строилось супругом Екатерины Николаевны, Сергеем Иннокентьевичем Сабашниковым, по собственному проекту. К 1906 году была построена совсем небольшая дача: 2-х этажная на высоком цоколе, с двухскатной и плоской крышами разной величины, в углу которой размещались деревянные балконы. Более внушительно, в виде двух и полутораэтажные зданий в античном стиле, соединённых высокой стеной с арочкой ворот, был оформлен вход на участок. Для сдачи предназначалось четыре комнаты. В одной из них в 1907 году отдыхал художник В. И. Суриков с дочерью.

К 1910 году, с целью увеличения числа номеров, дачу перестроили. Была переделана часть здания под плоской крышей — крышу сделали двухскатной, добавив чердачное пространство и обрамив балюстрадой; к западной стороне пристроили 2-х этажный корпус в форме буквы Г; к южной — небольшой, немного ниже западного, также 2-х этажный корпус — в результате дача стала напоминать по форме букву П. На первых этажах сделали большие прямоугольные окна и в левом крыле — небольшой балкон с балюстрадой. Второй этаж по южному фасаду украсили портиками и колоннами ионического ордера. Во внутренний дворик между корпусами смотрели балконы с прямоугольной балюстрадой, опиравшиеся на колонны дорического ордера. На балконы выходили двери номеров второго этажа, куда вели лестницы из внутреннего двора. Всего получилось 19 комнат, обставленных новой мебелью, 15 из которых сдавали внаём. Пансион имел свой пляж, рекламировались «хороший стол и ванны». Стоимость проживания колебалась от 15 до 110 рублей в месяц (от 2 до 3 человек в номере), а завтрак из 2 блюд и обед из 3-х обходились в 45 рублей (дети до 10 лет — за пол цены); содержание прислуги стоило 15 рублей.

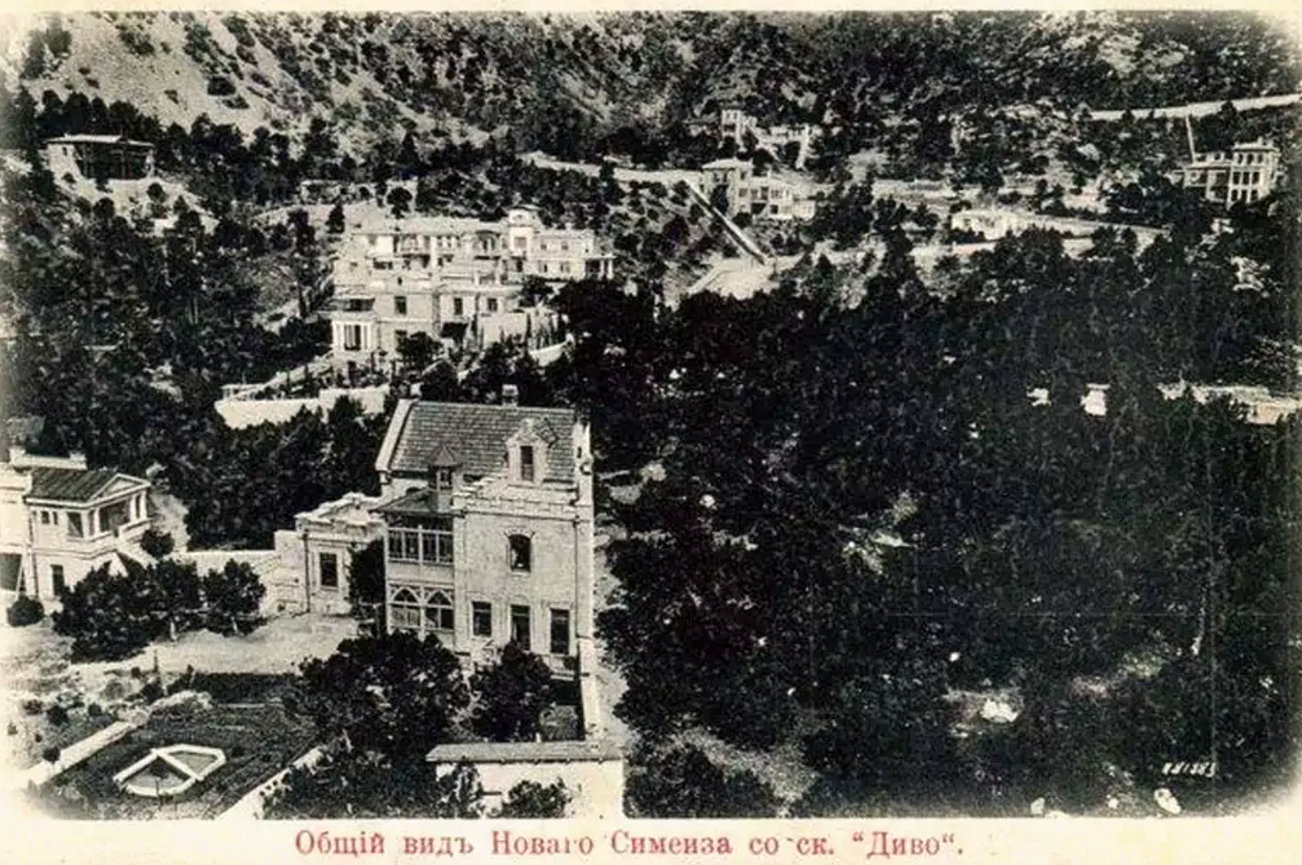
Первоначальный вид дачи
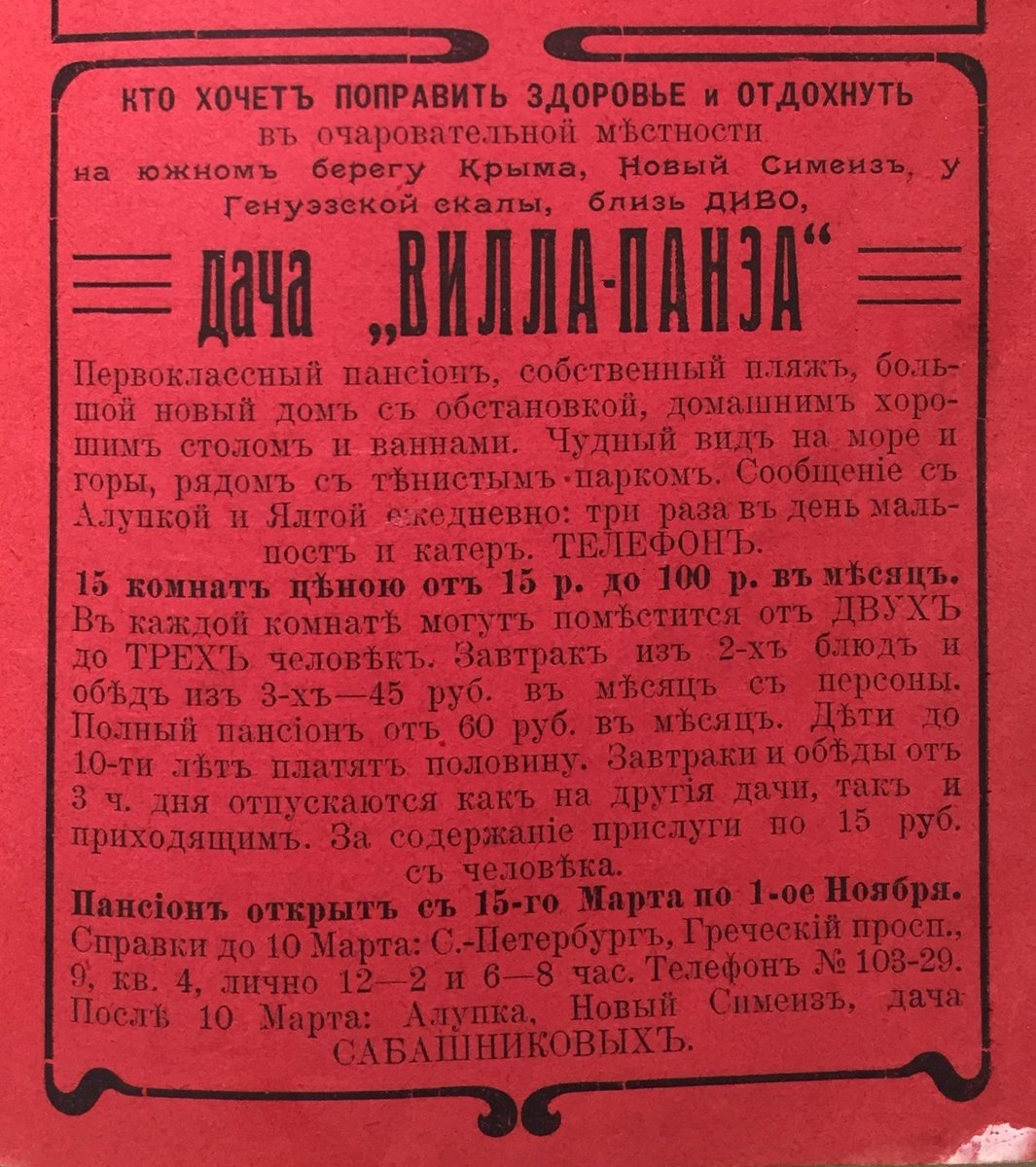
Реклама из путеводителя Г. Москвича, 1912 г.
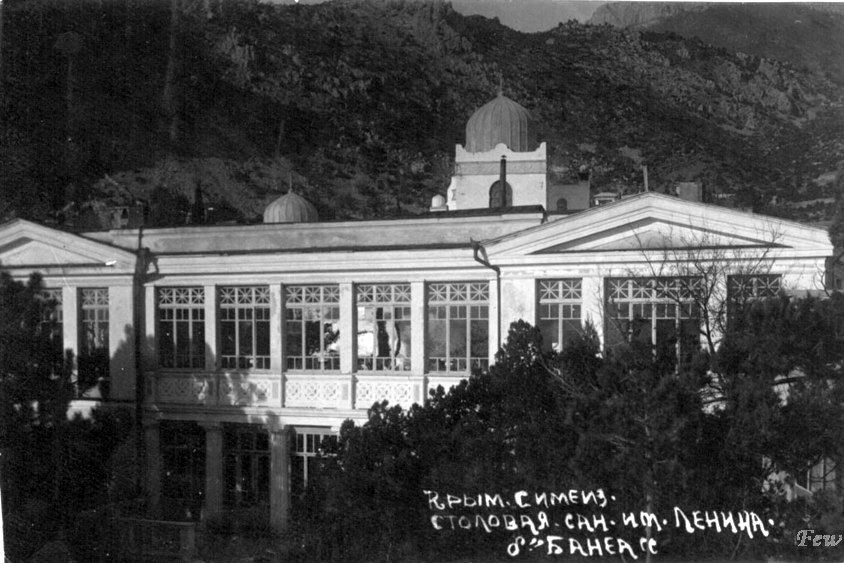
Столовая санатория им. Ленина, 1925 г.
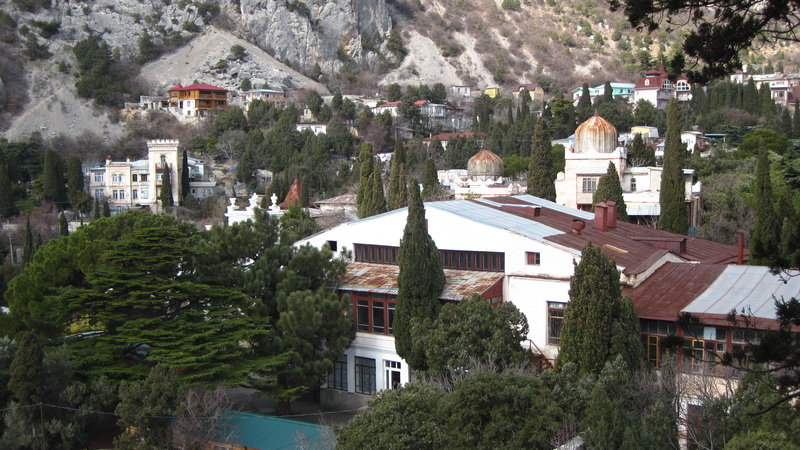
Фото дачи 2011 г.

10 апреля 1913 года Екатерина Сабашникова продаёт дачу капитану Андрею Никитичу Ковтуненко, который в свою очередь 21 сентября 1916 года продал её Нине Гавриловне Андреевой. Андреева 29 мая 1917 года, в свою очередь, продаёт её действительному статскому советнику Алексею Ивановичу Путилову, эмигрировавшему в декабре 1917 года в Харбин, а затем Париж.

## После революции
16 декабря 1920 года приказом председателя Революционного комитета Крыма были изъяты «из частного владения как разных ведомств, так и частных лиц все имения Южного берега Крыма в районе от Судака до Севастополя включительно» и передавались в ведение специально созданного Управления Южсовхоза. В 1920-е годы в западной части Симеиза из соседствующих дач был организован санаторий «Селям», включивший и дачу «Панеа». В 1930 году они были объединены в санаторий имени Ленина на 350 коек для нервных больных, сердечников и лечения начальных стадий туберкулеза. Здание дачи «Панеа» значительно перестроили и устроили в нём санаторскую столовую.
В 1944 году, перед отступлением фашистов из Крыма, здание бывшей дачи было ими сильно повреждено. В 1950-е годы, в зданиях бывшего санатория имени Ленина открыли детский туберкулезный санаторий «Юность», закрытый в 2016 году и, по непроверенным данным за 2020 год, проданный компании, принадлежащей Лукойлу, за 130.000.000 рублей.
В апреле 2021 года в министерство культуры Республики Крым поступило заявление, предлагающее включить в единый государственный реестр объектов культурного наследия «садово-парковую зону с группой исторических вилл, входивших до недавнего времени в санаторий „Юность“ как единый усадебно-парковый ансамбль исторической улицы Николаевской», в том числе и дачу Панеа. С декабря 2014 года — ГБУ "Санаторий «Юность» РФ, на 2023 год намечена капитальная реставрация всего комплекса зданий.